# Suesca-See
Der Suesca-See (spanisch: laguna de Suesca) ist ein natürliches Gewässer auf dem Altiplano Cundiboyacense, einer Hochebene, die sich von der kolumbianischen Hauptstadt Bogotá bis in die Departements Boyacá und Cundinamarca erstreckt.
Der See liegt rund 60 Kilometer von Bogotá entfernt in den Gemeinden Suesca und Cucunubá im Departement Cundinamarca. Die Grenze zwischen den beiden Gemeinden liegt in der Seemitte. Das Seebecken hat eine halbelliptische Form und erstreckt sich auf einer Nord-Süd-Achse über eine Länge von ungefähr 6 Kilometern und eine Breite von rund 2 Kilometern mit einer durchschnittlichen Tiefe von 8 Metern. Der Suesca-See befindet sich in der östlichen Kordillere der kolumbianischen Anden im Nordosten des Departements auf einer Höhe von 2800 Metern.

## Umwelt
Zur Gewinnung von Ackerflächen wurde die Abholzung und Rodung der natürlichen Vegetation verstärkt. In dieser Höhe folgten Erosionserscheinungen. Zusammen mit dem globalen Klimawandel trug die großflächige Entwaldung zu einer Reduktion der Niederschläge bei, die zur Austrocknung großer Flächen des Sees führten.
Ab 1970 startete die Wiederaufforstung mit nicht autochthonen schnellwüchsigen Bäumen wie den australischen Arten Acacia decurrens und Eucalyptus globulus sowie der mexikanischen Kiefer Pinus patula. Diese Arten benötigen zu ihrem Wachstum viel Wasser, was die Probleme noch verstärkte. Es gibt keine Untersuchungen darüber, auf welche Weise der See hydrogeologisch mit den Grundwassersystemen des Rio Bogotá und der Laguna de Fuquente mit ihren Zu- und Abflüssen zusammenhängt. 
Es ist überliefert, dass der See einen großen Reichtum an Fischen beherbergte, darunter die in Kolumbien Guapucha genannte Grundel Grundulus bogotensis, die erstmals von Alexander von Humboldt im Jahr 1821 beschrieben wurde und der als Capitan de la Sabana bezeichnete Schmerlenwels Eremophilus mutisii, der im Jahr 1805 ebenfalls von Humboldt beschrieben wurde. Diese Fische wurden jedoch durch den Einsatz von Karpfen und Forellen verdrängt. Im Jahr 1998 verschwanden aber auch diese Speisefische durch das Wetterphänomen El Niño.